# Yossi Benayoun
Yosef Shai "Yossi" Benayoun (Dimona, 5 de maio de 1980) é um ex-futebolista israelense que atuava como meio-campista.
É o recordista de partidas com a camisa da Seleção Israelense, com 102 jogos disputados entre 1998 e 2017.

## Títulos
Maccabi Haifa
- Campeonato Israelense: 2000–2001, 2001–2002

Chelsea
- Liga Europa da UEFA: 2012–13